# Löwen vom Bentheimer Tor

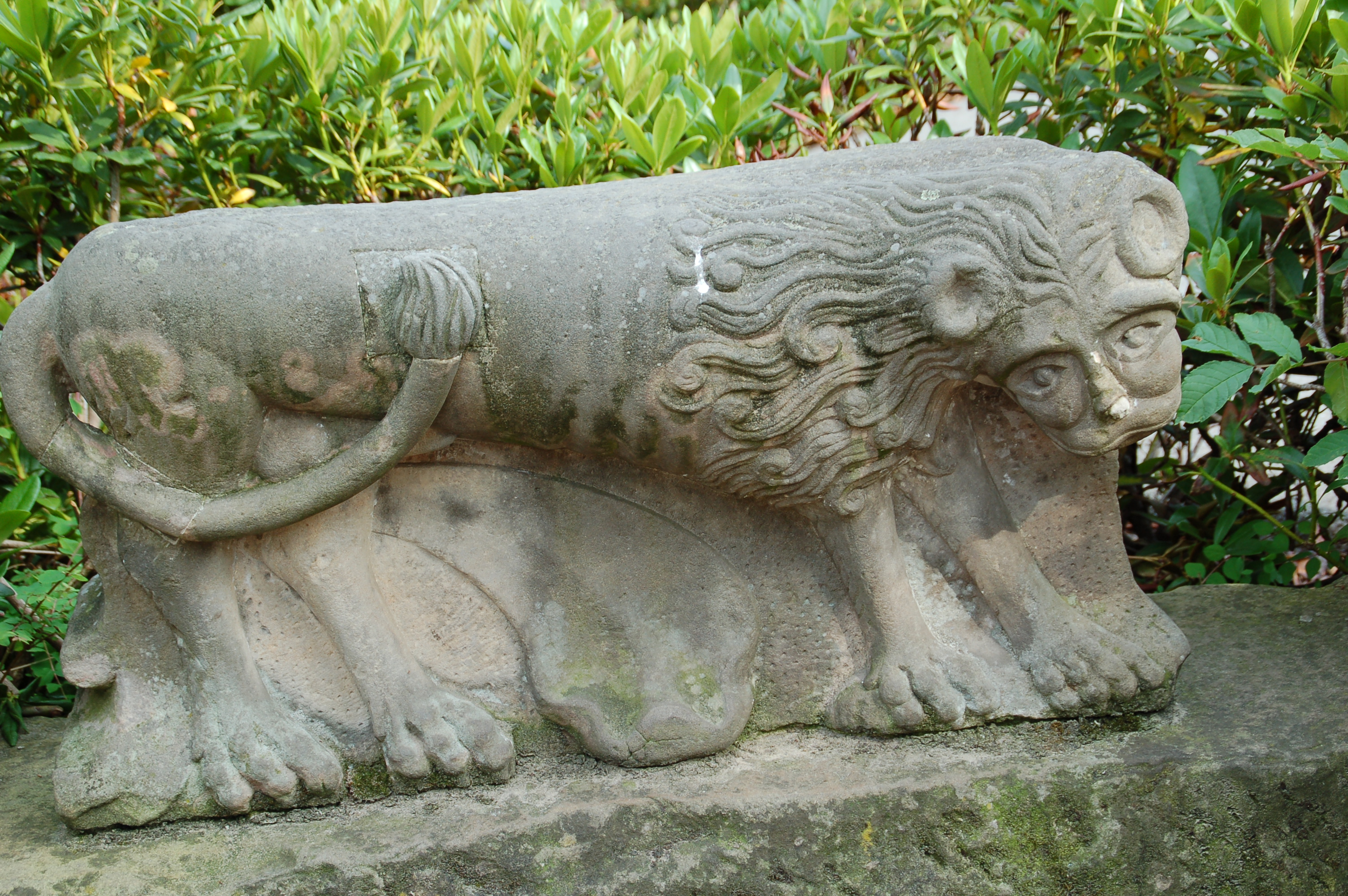
Der rechtsgerichtete Löwe

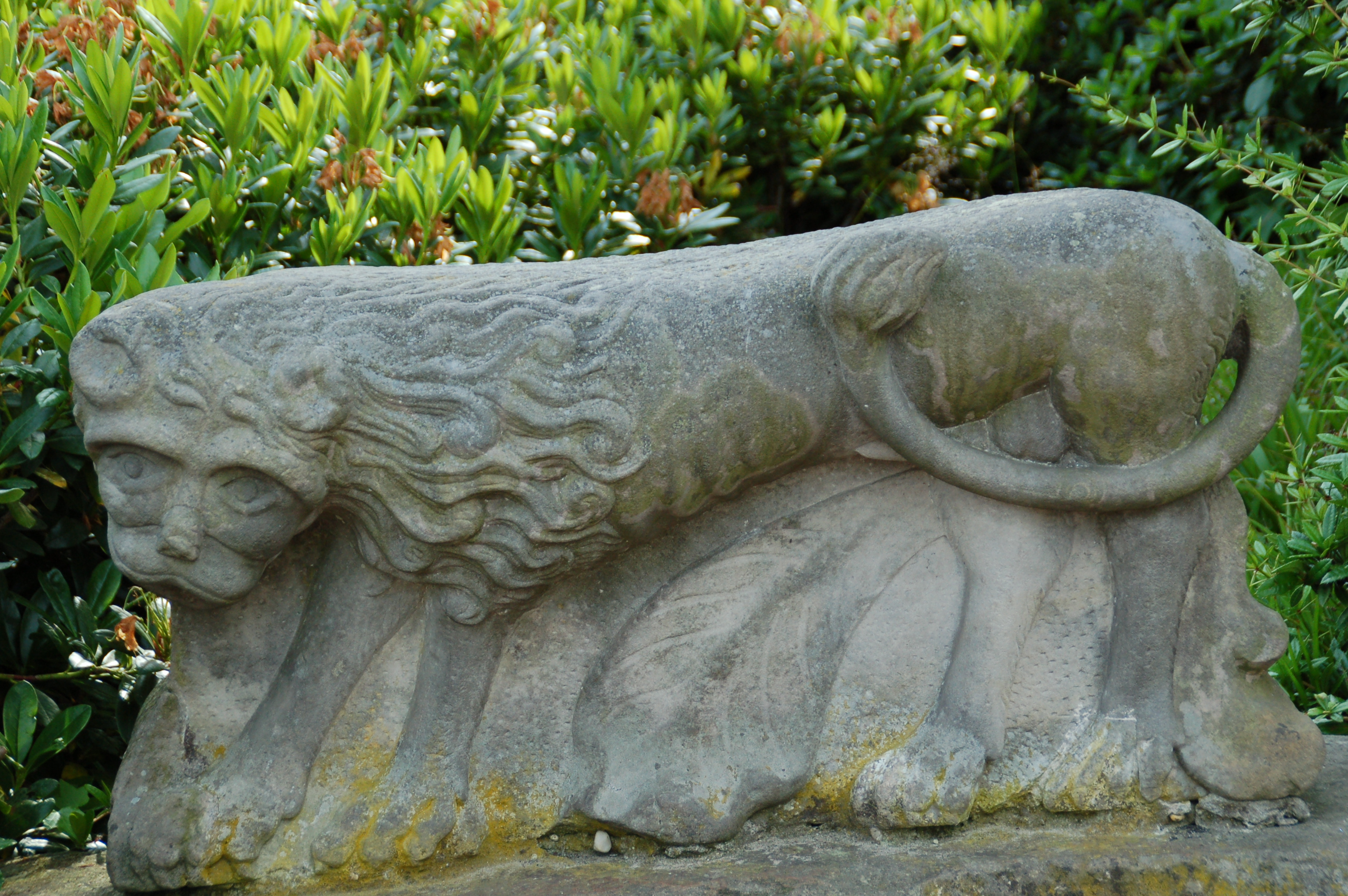
Der linksgerichtete Löwe

Die zwei Löwen vom Bentheimer Tor sind denkmalgeschützte Sandstein-Skulpturen, die einst das als Bentheimer Tor bekannte südliche Stadttor Nordhorns zierten. Ihr Ursprung wird auf das 17. Jahrhundert datiert. Die Löwen stehen seit 2001 am Eingangsgebäude des Haupteingangs des Nordhorner Tierparks am Menkenweg.
Die Plastiken werden im Verzeichnis der Baudenkmale der Stadt Nordhorn nach § 3 Abs. 2 des Niedersächsischen Denkmalschutzgesetzes (NDSchG) als Nordhorner Löwen bezeichnet.

## Geschichte
Experten datieren den Ursprung der Sandsteinskulpturen auf die Zeit des Dreißigjährigen Krieges (1618–48). Aufgrund des figurativen Darstellungsstils und des Alters der Steine wird von Experten aber nicht ausgeschlossen, dass sie älter sind. Die Skulpturen zierten einst die Bentheimer Pforte am Stadtausgang an der Bentheimer Straße, das im Dreißigjährigen Krieg stark beschädigt wurde.

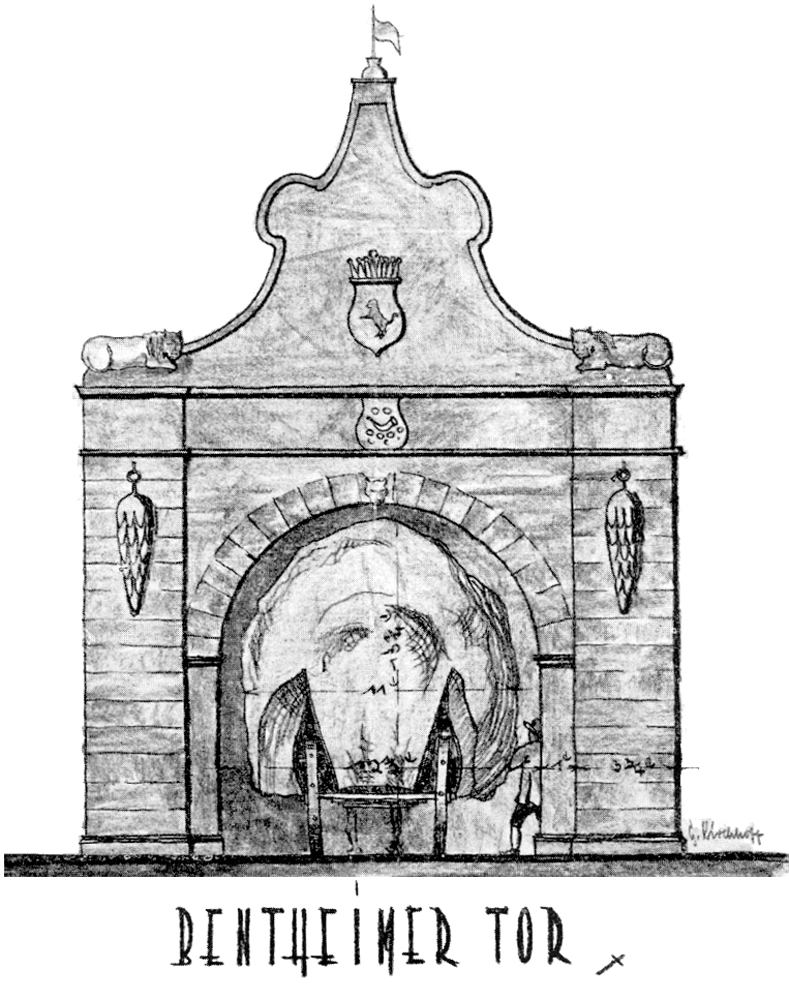
Das Bentheimer Tor mit den beiden Löwen. Nach H. Specht: Brücken und Tore der Stadt Nordhorn, S. 48 wurde die Zeichnung von G. Hagenberg aus Meppen auf Anforderung des Neuenhauser Amts 1853 gefertigt.

Eine Bleistiftzeichnung des Bentheimer Stadttores von 1853, als Anlage zu einem Gutachten des Wegebauinspektors Heinrich Wischer aus Meppen über Nordhorns Stadttore erstellt, zeigt die im Bentheimer Stadttor verbauten Sandsteinlöwen. Wischer empfahl bereits damals, das Stadttor zu beseitigen:

„Da nun außerdem der architektonische Wert dieser Bauwerke nicht eben hoch anzuschlagen und die Erhaltung derselbsen aus diesem Grunde zu befürchworten ist, so halte ich es für sehr wünschenswert, die Beseitigung derselben zu erstreben.“

Tatsächlich wurde das Lingener Tor bereits 1747 abgerissen, um das Bentheimer Tor wurde jedoch weitere Jahre gerungen, bis durch Erlass des Landdrosten vom 2. März 1858

„... unter der Bedingung, daß das sogenannte Bentheimer Thor beseitigt und die Straße daselbst in beabsichtiger Weise verbreitert werde ... (Rep. 116, I, Nr. 7966)“

der Abriss auch dieses Tores beschlossen und vom Magistrat zügig ausgeführt wurde.

„Der Magistrat veräußerte das Tormaterial größenteils nach Amsterdam. Die Löwen, die einst auf dem Thore ruhten (siehe Abbildung), führen ihr gedrücktes Dasein in der Hauswand des Klempnermeisters Kiepe an der Hauptstraße weiter, wo sie der Leser schon oft genug beobachtet haben mag.“

Nach einer anderen Darstellung fanden sie allerdings erst 1903/04 ihren neuen Platz links und rechts vom Eingang des neu errichteten Geschäftshauses an der Hauptstraße 1.
Im Rahmen der Neugestaltung des Einganges und der Schaufensterfront dieses Hauses im Jahr 1956 mussten die Löwen erneut weichen.  
Der ehrenamtliche Leiter des Tierparks Nordhorn, Arthur Griebenow, war als Leiter des städtischen Fuhrparks für den Abtransport von damals unbeliebten Sandsteintrögen und auch der beiden Löwen zuständig. Er leitete den Abtransport zur Deponie zum Tierpark um und rettete somit die Löwen vor der Zerstörung.
Die Skulpturen wurden zunächst am früheren Tierparkeingang am Heseper Weg und später am neu geschaffenen Haupteingang am Menkenweg aufgestellt. 1993 mussten sie im Rahmen des Tierpark-Rückbaus erneut ihren Platz räumen und wären in der damaligen Konkursphase des Tierpark-Trägervereins erneut fast untergegangen.
1998 erfolgte eine fachmännische Restaurierung der Löwen im Auftrag des Tierparks durch den Nordhorner Steinmetzbetrieb Natursteinwerk Monser. Die Sockel aus Waschbeton wurden durch Bentheimer Sandstein ersetzt. 
Seit 2001 stehen die Löwen vor dem Eingangsgebäude auf dem Erweiterungsgelände des Nordhorner Tierparks.